# 矢部あや
矢部 あや（やべ あや、1987年6月22日 - ）は、埼玉県出身の元パチンコライター。

## 人物・経歴
身長:160cm。血液型:B型。特技:パチンコ。趣味:ディズニー。AKB及び関連グループ好き（山本彩推し）。
先にパチスロライターとなっていた実妹の矢部あきのの紹介で『パチンコ必勝ガイド』（ガイドワークス）のライターとなる。ライターとしての活動の他、スカパー!などのパチンコ・パチスロ番組にも出演。ライターになる以前は、フリーターとして洋服店や飲食店などに勤務していた。
ツイッターでのやり取りの中で、パチンコ関連の仕事は既に辞めていると発言している。
2022年1月に結婚し、同年9月に第一子となる男児を出産。2023年現在は夫の仕事の関係でアメリカ在住。

## 主な出演番組
- スロもんTAG #85-#88,#97-#100（2015年2月21日-3月14日,5月16日-6月6日、パチ・スロ サイトセブンTV） - 姉妹で出演
- 木村魚拓の窓際の向こうに #166（2015年3月8日、パチンコ★パチスロTV!）
- パチンコLAB（フジテレビONE）
  - 4th season（2015年5月 - 2016年3月）
  - 5th season（2016年4月 - 2017年3月）
  - 6th season（2017年4月 - 2018年2月）
- 魚拓と成瀬のツキとスッポンぽん（パチ・スロ サイトセブンTV） - #39（2015年5月31日）より準レギュラー出演
- ういちのD'reamスロット #5,#6（2015年8月1日,8日、パチ・スロ サイトセブンTV）
- ガールズパチンコリーグ（MONDO TV）
  - ガールズパチンコリーグ・ホワイト（2015年12月 - 2016年9月）
- ガチスポ! 〜ツキスポ出演権争奪ガチバトル〜（2016年5月 - 2017年8月、パチ・スロ サイトセブンTV） - パチンコ回に出演
- 激闘アルティメットバトル のるかそるか（パチ・スロ サイトセブンTV）
  - サードシーズン（2018年5月 - 10月）